# Рихталь (гміна)
Гміна Рихталь (пол. Gmina Rychtal) — місько-сільська гміна у північно-західній Польщі. Належить до Кемпінського повіту Великопольського воєводства.
Станом на 31 грудня 2011 у гміні проживало 3962 особи.

## Територія
Згідно з даними за 2007 рік площа гміни становила 96.75 км², у тому числі:
- орні землі: 60.00%
- ліси: 35.00%

Таким чином, площа гміни становить 15.90% площі повіту.

## Населення
Станом на 31 грудня 2011:
| Опис     | Загалом | Загалом | Чоловіки | Чоловіки | Жінки | Жінки |
| -------- | ------- | ------- | -------- | -------- | ----- | ----- |
| одиниця  | осіб    | %       | осіб     | %        | осіб  | %     |
| все      | 3962    | 100     | 2003     | 50.56    | 1959  | 49.44 |
| міське   | 0       | 100     | 0        |          | 0     |       |
| сільське | 3962    | 100     | 2003     | 50.56    | 1959  | 49.44 |

## Сусідні гміни
Гміна Рихталь межує з такими гмінами: Баранув, Бралін, Волчин, Домашовіце, Намислув, Пежув, Тшциниця.